# Parque Leloir
Parque Leloir is een plaats in het Argentijnse bestuurlijke gebied Ituzaingó in de provincie Buenos Aires.